# Hettenleidelheim
Hettenleidelheim est une municipalité allemande située dans le land de Rhénanie-Palatinat et l'arrondissement de Bad Dürkheim.

## Personnalités liées à la ville
- Nikolaus Osterroth (1875-1933), homme politique allemand

## Jumelage
Hettenleidelheim est jumelée avec Blanzy, une ville française de Saône-et-Loire.